# Ri Chun-hee
Dans ce nom coréen, le nom de famille, Ri, précède le nom personnel.
Ri Chun-hee, née le 8 juillet 1943 à Tongchŏn (province de Kangwŏn)[réf. nécessaire], est une actrice de Corée du Nord. Après une carrière dans le cinéma, elle devient présentatrice à la télévision. Retraitée, elle intervient ponctuellement lors des grandes annonces au peuple nord-coréen.

## Biographie
Ri Chun-hee a commencé sa carrière au cinéma dans les années 1960. En 1971, aux débuts de la télévision nord-coréenne, elle devient présentatrice à la télévision, ce qu'elle fait jusqu'à sa retraite, après plus de 40 ans de carrière télévisuelle.
Au cours de sa carrière, elle a beaucoup étudié l'art du mime, et des expressions du visage, tout en travaillant les tons, les expressions vocales, et sa voix peut avoir un caractère martial, très visible, tout comme son attitude, ce qui est particulièrement observé, pour servir la propagande de la Corée du Nord. Ses sources puisent largement dans les folklores traditionnels coréen, chinois, et japonais. Quand des Occidentaux voient des extraits de ses prestations télévisuelles, ils peuvent la trouver caricaturale, ou ridicule, mais en Extrême-Orient, on la regarde en la prenant vraiment au sérieux, car le public est très largement habitué aux codes de ce jeu d'acteur traditionnel (où souvent un simple geste a une signification) et ces pièces de théâtre restent très prisées par les publics jeunes et âgés des télévisions coréenne, chinoise, et japonaise[réf. nécessaire].   
Figure mythique de la télévision centrale coréenne en Corée du Nord (l'une des trois chaînes nationales), elle apparaît lors des grandes annonces faites par le régime au peuple nord-coréen. Pour chacune de ses apparitions, elle est vêtue d'un Choson chogori rose, et pose devant une représentation du mont Paektu. Le hanbok rose a été troqué contre une tenue de deuil, noire, lors de l'annonce du décès de Kim Jong-il.
Elle vit dans le centre de Pyongyang avec sa famille.

## Interventions à la télévision
- 8 juillet 1994 : annonce de la mort de Kim Il-sung[2].
- 17 décembre 2011 : annonce en larmes la mort de Kim Jong-il[2].
- 6 janvier 2016 : annonce du succès du quatrième essai nucléaire nord-coréen, présenté comme l'explosion d'une bombe thermonucléaire[2],[3].
- 3 septembre 2017 : annonce du sixième essai nucléaire nord-coréen[1].
- 2 mai 2020 : annonce de l'inauguration par Kim Jong-un d'une usine d’engrais, après trois semaines d'absence de la scène publique ayant alimenté des rumeurs sur son état de santé[4].
- 26 août 2020 : annonce que Kim Jong-un a présidé la veille une réunion consacrée à la gestion de la crise liée au coronavirus dans le pays, dans un contexte de rumeurs sur l'état de santé du dirigeant nord-coréen[5].
- 16 novembre 2020 : annonce que Kim Jong-un a présidé une réunion consacrée à la gestion de la crise liée au coronavirus dans le pays, après plusieurs semaines sans apparition publique du dirigeant.